# アンフィテアトルム

ローマのコロッセオ

アンフィテアトルム（ラテン語：amphitheatrum、英語：amphitheatre）は、円形劇場（えんけいげきじょう）を意味するラテン語である。古代ローマにおいて剣闘士競技などの見世物が行われた施設のこと。中央のアリーナと呼ばれる空間を観客席が取り囲み、全体としては楕円形の構造を持つ。イタリア、ローマ市内に残るコロッセオが有名。

## 名称
「アンフィ」(amphi-)は「周りに」（もしくは「両側に」）、「テアトルム」(theatrum)は「劇場」であり、合わせて「周りに観客席のある劇場」を意味する。
ポンペイに現存する最古のアンフィテアトルムの石碑によれば「スペクタクラ（観覧用の建物）」という語が使われていたが、ウィトルウィウスにより初めてアンフィテアトロンという語が使用された。
日本語では円形劇場や円形競技場と訳される場合があるが、円形闘技場とするのが正しい。
なぜなら、舞台に対して一方のみに半円形の観客席を持つ形式の劇場（いわゆるローマ劇場）や、陸上競技・体育競技やとりわけ戦車競技が主として行われたトラック状の競技場（ギリシア語でスタディオン、ラテン語でチルコ）としばしば混同されているが、専ら演劇のために用いられるローマ劇場や戦車競技で著名な競技場に対して、アンフィテアトルムは様々な見世物のための場であり、これらは形状だけでなく役割の上からも明確な区別をする必要がある。古代ローマ領土の数多くの都市が、アンフィテアトルムとローマ劇場、それに競技場を備えていた。

## 遺跡

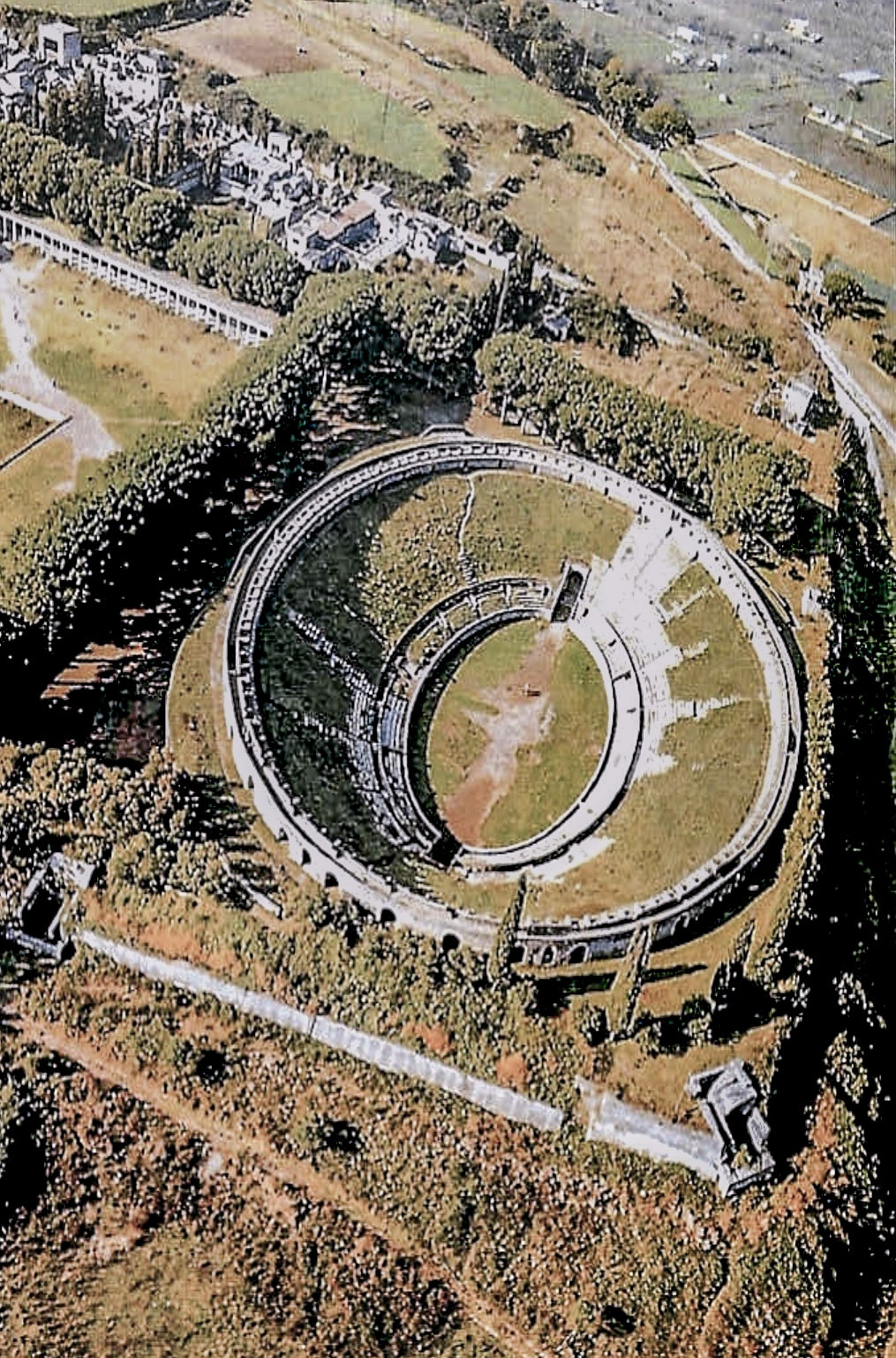
ポンペイの円形闘技場

現存する最古のアンフィテアトルムはポンペイのもので、紀元前80年頃に建設されている。このころから3世紀まで古代ローマの各都市に建設されていった。
ローマ市内では紀元前29年建設のスタティリウス・タウルス円形劇場が最初のものであるが、これは64年のローマ大火のときに失われている。その後、史上最大の規模を誇るフラヴィウス円形闘技場（通称コロッセウム、コロッセオ）が建設され、80年に完成した。カストレンセ円形闘技場は3世紀頃、市壁の一部に転用され、アーケードは埋め立てられてしまっている。
帝政期にはイタリア半島内だけでアンフィテアトルムは163都市にあったといわれるが、2006年現在では108都市で遺跡が確認されている。

### 後世の利用
剣闘士競技は以下の理由により徐々に下火になり、その舞台であるアンフィテアトルムも過去の遺物となっていく。
- 訓練生の不足と、養成学校閉鎖のスパイラル
- 都市財政の窮乏
- 勃興したキリスト教からの批判
- 326年コンスタンティヌス1世の勅令で廃止を決定（ただし、以後も小規模ながら一部では存続）

しかしその後は本来の目的である闘技場としてではなく、他の様態に再利用されていくこととなった。
要塞
この利用形態は11世紀ごろまで。更地から城砦を建設するより有利。
基本的に市外に存在したアンフィテアトルムであるが、後に城壁の一部として取り込まれることもあった。
住居
現在でもこのような利用形態は残っている（後述の例参照）。
ただの住居ではなく塔状住居(casa-torre)という戦闘用を兼ねた形態も中世後期には一般的になった。
宗教施設
礼拝堂などが設置された。
公共施設
倉庫、監獄などに再利用された。
アレーナ・ディ・ヴェローナ（ここの場合はアンフィテアトルムの通称として『アレーナ』が用いられる）では現代でも野外オペラやコンサートなどのイベントが行われている。
住居化の例は、現在広場になっているルッカのアンフィテアトロ広場を参照。

### 主な遺跡
かつて古代ローマ領土であった広大な地域に200か所以上もの遺跡が確認されている（帝政期、推定を含めてイタリア半島内だけで163か所があったと言われている）。ローマのコロッセオのように建築構造を良好に留めているものもあれば、楕円形の土地にその痕跡を偲ばせるだけのものもあり、その保存状態は様々である。スペインに良好な保存が多いのは、トロス（闘牛場）に転用されたからである。
以下の都市に、規模が大きく保存状態の良い遺跡が残っている。
- ローマ（イタリア） - コロッセオ
- カプア（イタリア）
- ヴェローナ（イタリア） - アレーナ・ディ・ヴェローナ
- ポッツオーリ（イタリア）
- アルル（フランス）
- ニーム（フランス）
- トリーア（ドイツ） - トリーアの円形劇場
- プーラ（クロアチア） -  プーラの円形闘技場
- カルタゴ（チュニジア）
- エル・ジェム（チュニジア）

## ギャラリー

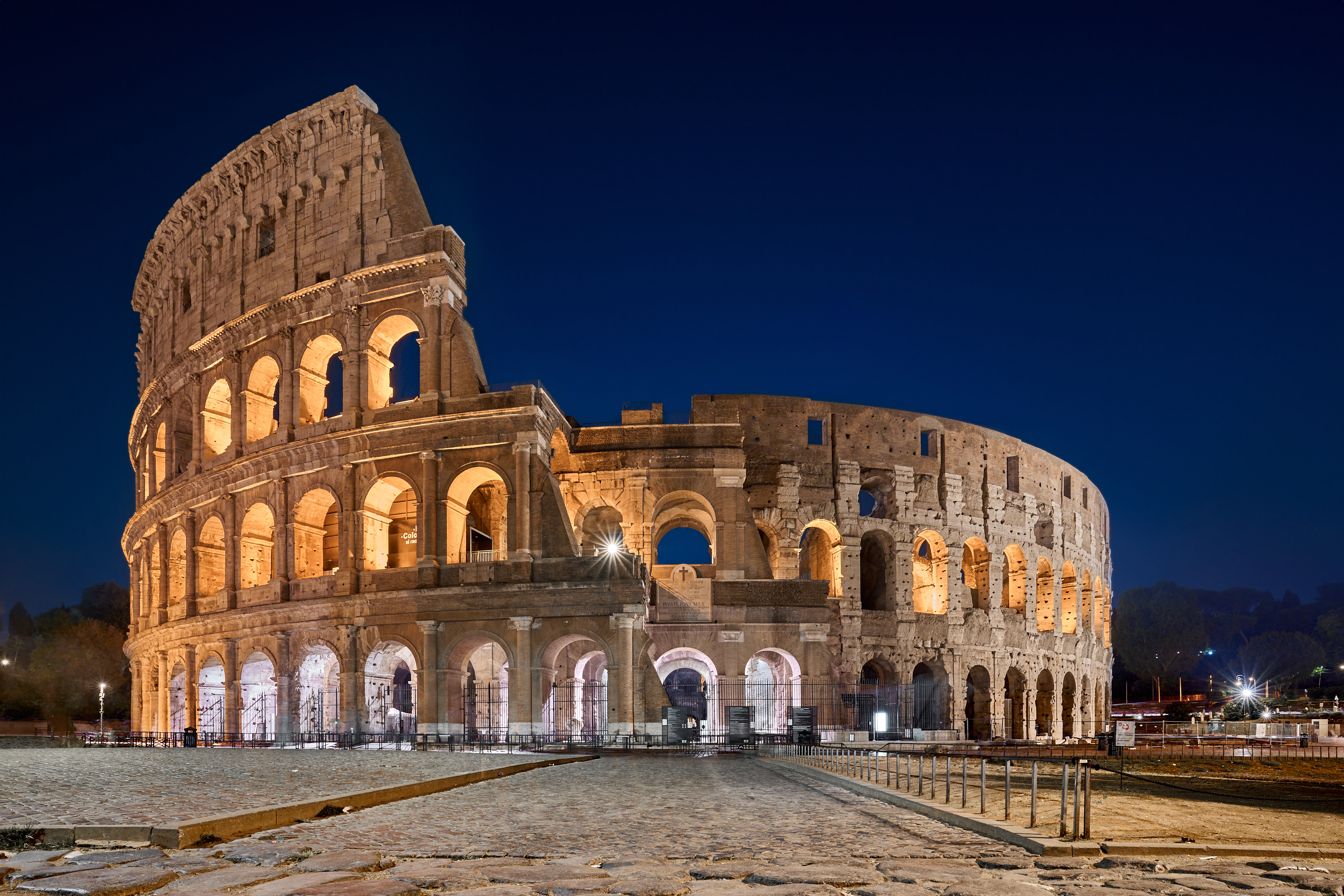
ローマ、夜のコロッセオ。80以上の出入り口がある。
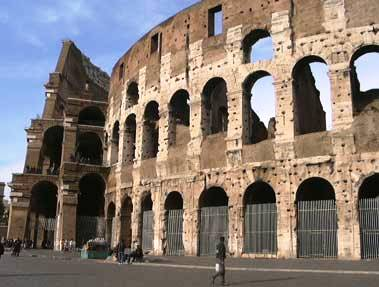
コロッセオの内層。奥に見える外層は縦断されており、構造が分かる。
コロッセオの内部。
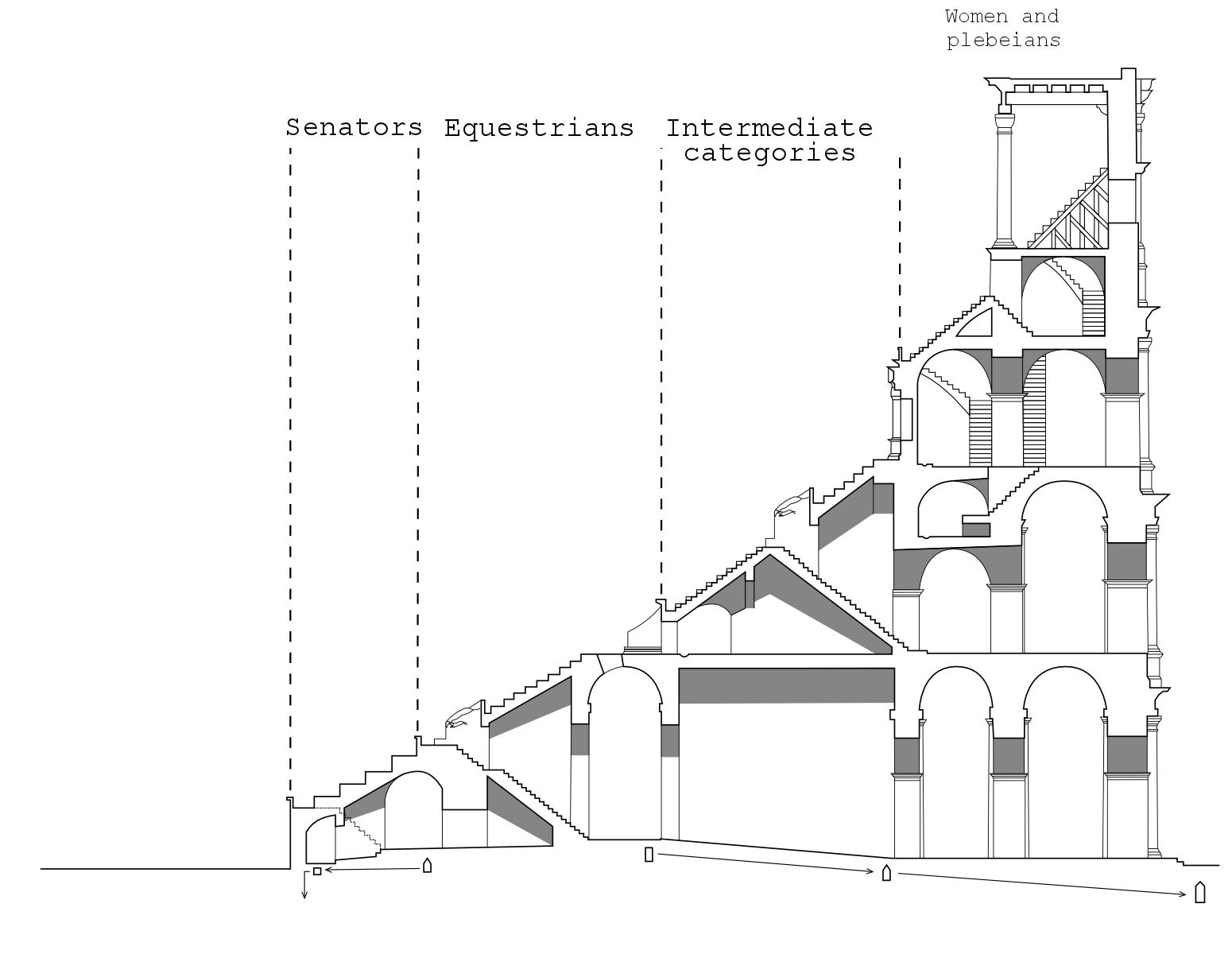
コロッセオの縦断図。
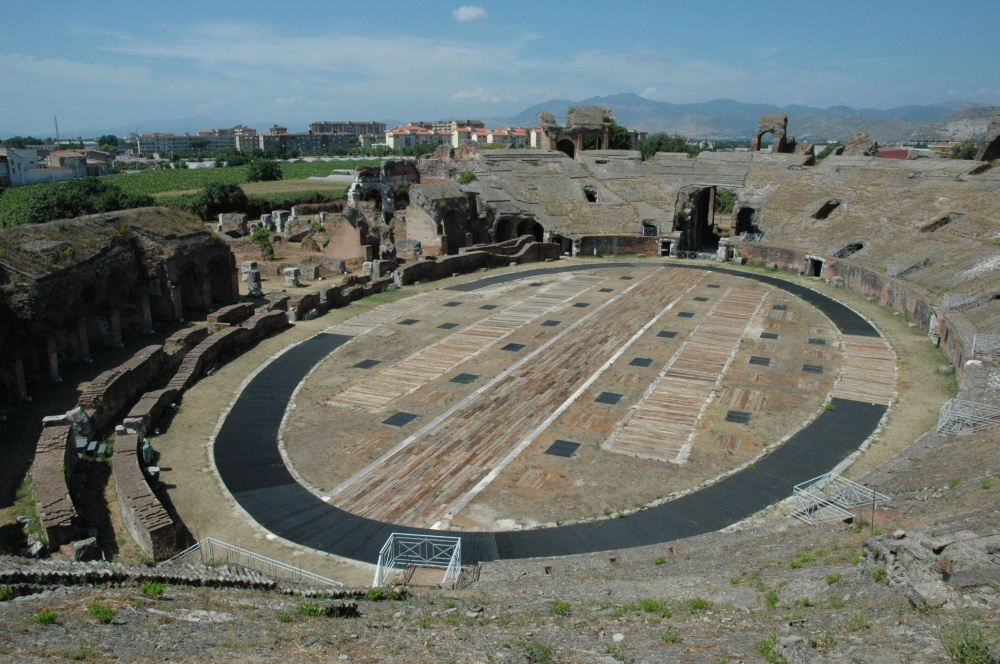
イタリア、カプアの円形闘技場。
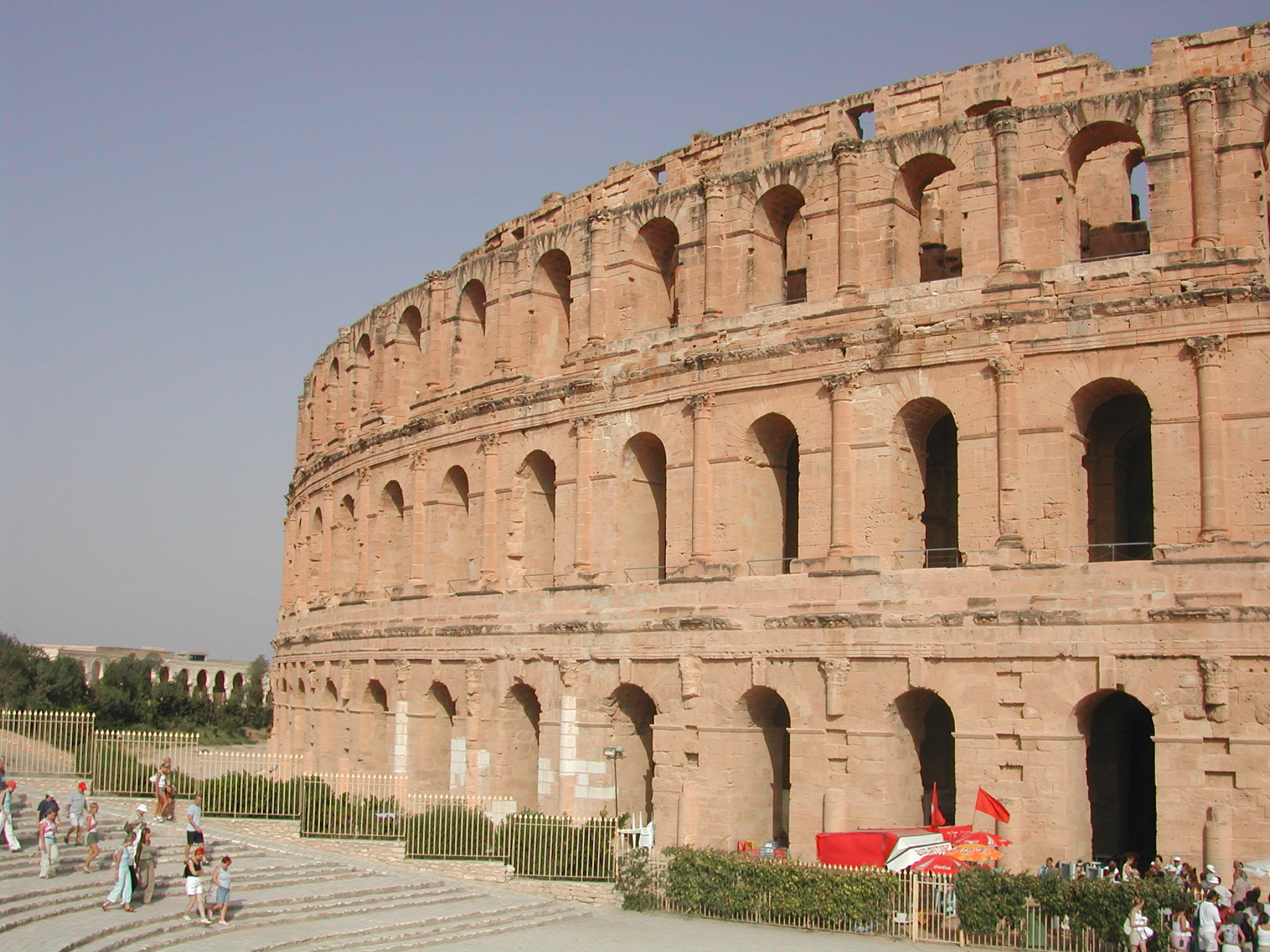
チュニジア、エル・ジェムの円形闘技場。
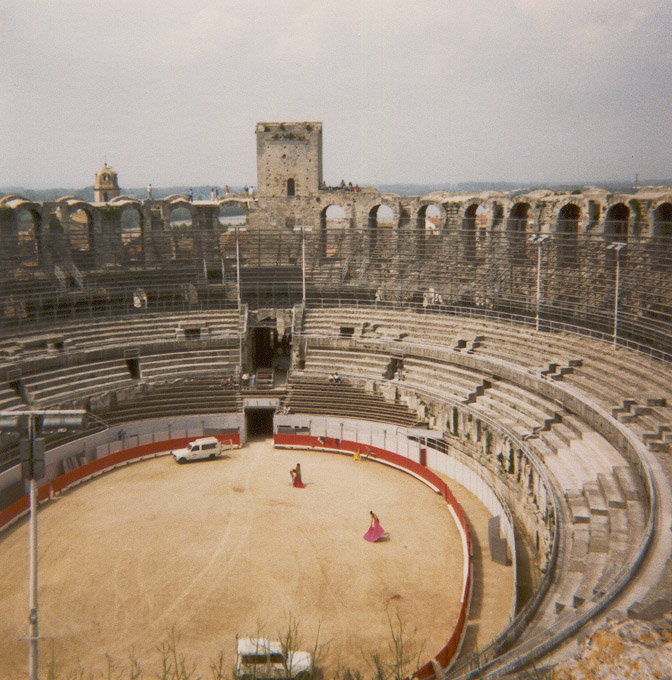
フランス、アルルの円形闘技場。
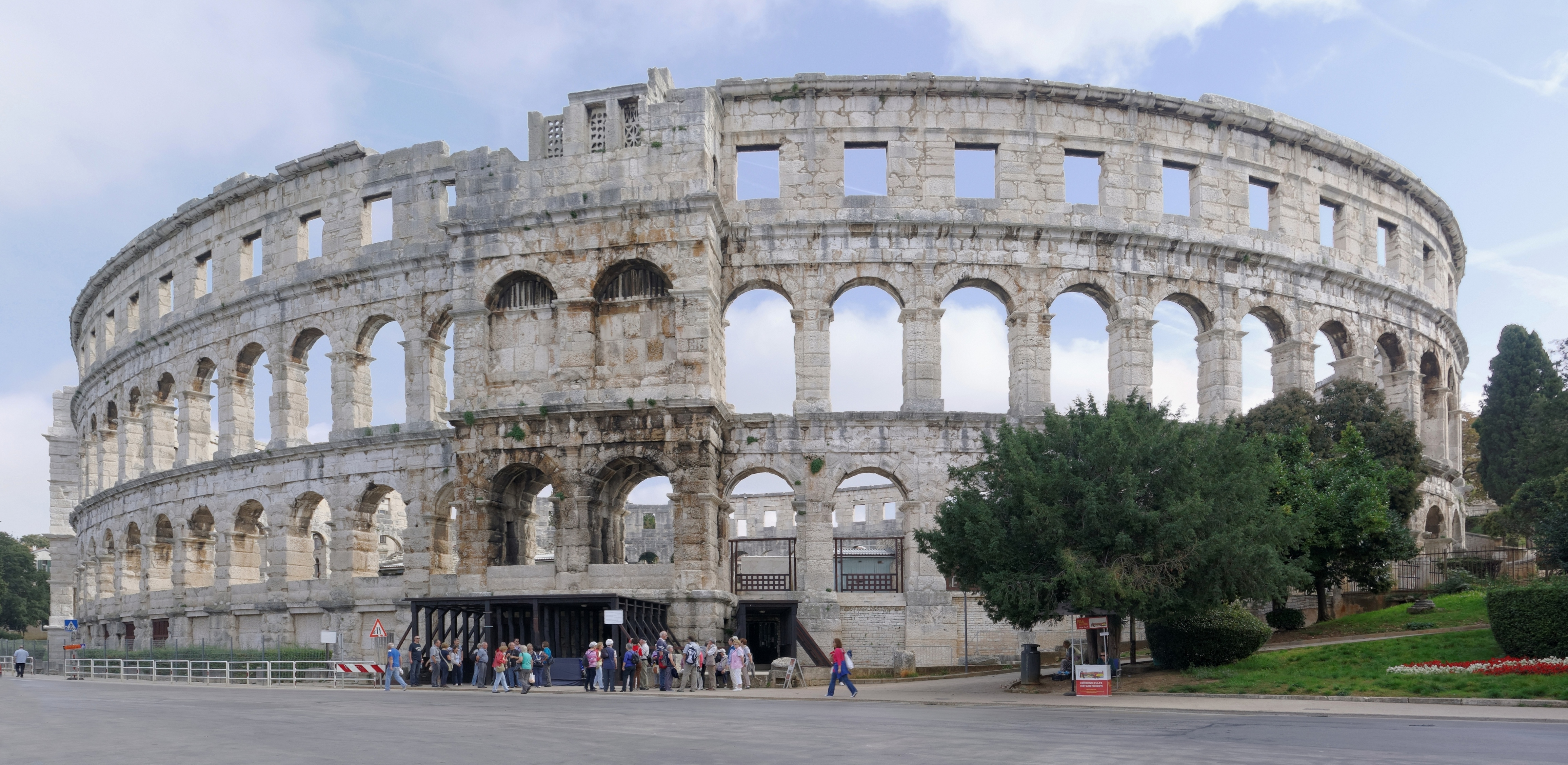
クロアチア、プーラ円形闘技場。